# Fairview (condado de Union)
Fairview es un pueblo ubicado del condado de Union  en el estado estadounidense de Carolina del Norte.